# 戸谷洋志
戸谷 洋志（とや ひろし、1988年 - ）は、日本の哲学研究者、立命館大学大学院 先端総合学術研究科准教授。専門は哲学、倫理学。

## 人物・来歴
東京都世田谷区生まれ。2011年法政大学文学部哲学科卒、2019年大阪大学大学院文学研究科博士課程満期退学、同年「ハンス・ヨナスにおける倫理思想の体系について 形而上学の概念を手がかりに」で大阪大学から博士（文学）の学位を取得。2019年大阪大学特任助教、2021年関西外国語大学准教授。2024年立命館大学大学院 先端総合学術研究科准教授
2015年、論文「人類の存続への責任と「神の似姿」：ヨーナスの責任倫理の基礎付けをめぐって」にて第11回涙骨賞奨励賞受賞。同年、論文「原子力をめぐる哲学：ドイツ現代思想を中心に」にて第31回暁烏敏賞受賞。2021年、『原子力の哲学』（集英社新書）にて第41回エネルギーフォーラム賞受賞。

## 著書
- 『Ｊポップで考える哲学：自分を問い直すための15曲』〈講談社文庫〉2016年。
- 『ハンス・ヨナスを読む』堀之内出版、2018年。
  - 改題『ハンス・ヨナスの哲学』〈角川ソフィア文庫〉2022年。
- 『原子力の哲学』〈集英社新書〉2020年。
- 『ハンス・ヨナス 未来への責任：やがて来たる子どもたちのための倫理学』慶應義塾大学出版会、2021年。
- 『ハイデガー『存在と時間』：二十世紀最大の哲学書』〈NHKテキスト 100分de名著〉2022年。
- 『スマートな悪：技術と暴力について』講談社、2022年。
- 『未来倫理』〈集英社新書〉2023年。
- 『友情を哲学する：七人の哲学者たちの友情観』〈光文社新書〉2023年。
- 『SNSの哲学：リアルとオンラインのあいだ』創元社、2023年。
- 『親ガチャの哲学』〈新潮新書〉2023年。
- 『哲学のはじまり』NHK出版〈学びのきほん〉、2024年。
- 『悪いことはなぜ楽しいのか』〈ちくまプリマー新書〉2024年。
- 『メタバースの哲学』講談社、2024年。
- 『生きることは頼ること 「自己責任」から「弱い責任」へ』〈講談社現代新書〉2024年。
- 『責任と物語』春秋社、2025年。

### 共著
- 戸谷洋志、糸谷哲郎『棋士と哲学者 僕らの哲学的対話』イースト・プレス、2018年。
- 戸谷洋志、百木漠『漂泊のアーレント 戦場のヨナス ふたりの二〇世紀 ふたつの旅路』慶應義塾大学出版会、2020年。

## 論文
- ＜戸谷洋志